# Чуката (рид)
Вижте пояснителната страница за други значения на Чуката.
Чуката е планински рид в северозападната част на Източните Родопи, на територията на области Кърджали и Хасково.
Ридът се простира от северозапад на югоизток на около 35 км, а ширината му достига до 10 км. Разположен е между долините на реките Харманлийска на север, която го отделя от Хасковската хълмиста област и Перперек (ляв приток на Арда) на югозапад. На северозапад, чрез седловината Китката (735 м) се свързва с ридовете Драгойна и Мечковец на Източните Родопи и Переликско-Преспанския дял на Западните Родопи, а на югоизток, ниска седловина (475 м), в изворната област на река Бързей (десен приток на Харманлийска река) го свързва с рида Гората.
На северозапад билото му се издига на 700 – 800 м, а на югоизток постепенно се понижава до 500 м. Най-високата му точка връх Кованлъка (870,9 м) се намира в най-северозападната му част, на около 1 км северозападно от село Комунига. Склоновете му са опороени и слабо залесени. Изграден е от старотерциерни седименти и вулканити – пясъчници, варовици, конгломерати, андезити, риолити, туфи и туфити. Има находища на оловно-цинкови руди, които са без промишлено значение. Слабо развито селско стопанство (главно тютюнопроизводство) и дърводобив.
По билото и склоновете на рида са разположени множество села, най-голямото от които е общинският център село Черноочене.
През рида Чуката преминават 3 пътя от Държаната пътна мрежа:
- През средата, от север на юг, на протежение от 6,8 км се пресича от участък от първокласен път № 5 Русе – Велико Търново – Стара Загора – Кърджали – ГКПП „Маказа“;
- По северозападното му било, от Черноочене до седловината Китката, на протежение от 25,5 км – участък от второкласен път № 58 Черноочене – Тополово – Асеновград;
- В най-източната му част, от север на юг, между селата Маслиново и Чифлик, на протежение от 12,6 км – участък от третокласен път № 507 Манастир – Мост – Кърджали.[1]

Успоредно на третокласния път преминава и участък от трасето на жп линията Русе – Горна Оряховица – Стара Загора – Подкова.

## Топографска карта
- Лист от карта K-35-75. Мащаб: 1 : 100 000.
- Лист от карта K-35-76. Мащаб: 1 : 100 000.